# باردو (شهر)
باردو (به عربی: باردو) شهری در استان تونس کشور تونس است که جمعیت آن در سرشماری سال ۲۰۰۴ میلادی ۷۰٫۲۴۴ نفر بوده‌است.